# 任阵海
任阵海（1932年11月7日—），生于河北大名县，原籍河南新乡，中国大气环境科学家。1955年毕业于北京大学。1995年当选中国工程院院士。

## 研究成果
1950年代参加战略作物防害工程发现致害诱因。后来从事云雾催化工程，筛选催化剂，实施最早云中催化。
在中国三线建设时期，负责十多座山区及临海基地的选址和环境规划实验，合作撰写了最早的山区空气污染专著。
参加设计建立中国首座大气环境监测专用铁塔。
最早利用辐射监测资料反演大气颗粒物的时空分布特征。